# Stamsried
Stamsried là một xã thuộc huyện Cham ở vùng Thượng Pfalz, bang Bayern của Đức.